# Кульчицька Олена Львівна
Оле́на Льві́вна Кульчи́цька (15 вересня 1877, Бережани — 8 березня 1967, Львів) — українська радянська художниця з різних видів мистецтва графіки, малярства, килимарства, педагог. Народна художниця УРСР (1956). Депутатка Верховної Ради УРСР 3—4-го скликань. Авторка понад 4 000 художніх творів, що увійшли до золотого фонду української книжкової ілюстрації («Слово о полку Ігоревім», «Тіні забутих предків», «Лис Микита», тритомна праця етнографа Стефаника). Піонерка ілюстрації дитячої книги на західноукраїнських землях.

## Життєпис
Народилася 15 вересня 1877 року в місті Бережани на Тернопільщині. Рід Кульчицьких гербу Сас походить із села Кульчиці під Самбором. У Кульчицях мали придомок «Смитанка-Ручка». Батько — Лев Теодорович Кульчицький (1843 — 4 грудня 1909) — радник суду, адвокат, громадський діяч, член багатьох товариств, перший директор «Народної каси» у Косові. Мати — Кульчицька (до шлюбу Стебельська) Марія Яківна (?— 29 грудня 1939). Сестра — Ольга-Меланія (1873 м. Устечко — 29 березня 1940 Львів)
Олена з дитинства любила малювати. На розвиток її таланту вплинули уроки батька, що сам цікавився живописом, мальовнича природа рідного краю, пам'ятники архітектури, поетика народних пісень, казок, переказів. 1894 року закінчила 8-класовий навчальний заклад при монастирі Сакраменток у Львові. Кілька місяців (у 1901—1902 роках) разом із сестрою Ольгою відвідувала Львівську Художньо-промислову школу (нині ЛДКДУМ ім. І. Труша), де отримала перші уроки роботи з аквареллю у інспектора середніх шкіл Стефановича. Пізніше навчалась у щойно відкритій приватній художній школі С. Батовського-Качора та Р. Братковського. Згодом вступає до Львівської студії художників реалістичного напрямку. В 1907 році Олена Кульчицька закінчує Академію мистецтв у Відні.
У 1909 році Кульчицька вперше виставила свої роботи у Львові, із надзвичайним успіхом. Мисткиня творила своєрідний літопис народного життя. Такими є живописні твори: жанрові композиції «Жнива», «Діти зі свічками», портрети «На прощу», численні пейзажі, натюрморти. В 1912 році вперше взяла участь у Київській українській художній виставці, що стало поворотною віхою в її мистецткій кар'єрі.
Кульчицька повністю присвятила себе мистецтву, сім'ї не створювала. Співзаснувала музей «Стривігор» у Перемишлі, де певний час проживала і творила.
Померла Олена Кульчицька 8 березня 1967 року у Львові. Похована в родинному гробівці на 72 полі Личаківського цвинтаря.

## Творчий доробок
Олена Кульчицька яскраво виявила себе в різних видах мистецтва: живопис, графіка, сакральний живопис (створила унікальний іконостас), народне прикладне мистецтво, килимарство; проєктувала меблі. Усі свої роботи сповненювала гуманістичним характером.
Офорти «При лямпі», «Біля криниці», дереворити «Довбуш», «Зима», цикл «Історія княжих часів», численні ліногравюри, серед них знаменитий цикл «Українські письменники» значно наблизили українське малярство до Європи.
З 1939 року працювала художницею Львівського музею імені Тараса Шевченка, з 1940 року очолювала відділ народного мистецтва Львівського етнографічного музею Академії наук Української РСР.
З 1945 до 1954 роки Олена Кульчицька викладала графіку в Українському поліграфічному інституті ім. І. Федорова, професоркою якого стала у 1948 році. Випускає серію ліногравюр «Лихоліття українського народу».
Велику мистецьку й наукову вартість мають альбоми акварелей Кульчицької «Народна архітектура західних областей УРСР» та «Народний одяг західних областей УРСР» (1959, понад 100 малюнків). За 1928—1946 роки Олена Кульчицька пішки пройшла майже весь Захід України, пишучи з натури.
Кульчицька активно займалася килимарством: створювала ескізи орнаментів для килимів, які ткала її сестра. Створила неповторні перлини з емалі, бронзи, майоліки. У роботах мисткиня відтворювала дух народу, як його відчувала.
На честь 25-річчя своєї творчої діяльності організовує виставку робіт у залах НТ ім. Шевченка (Київ).
У 1967 році Олена Кульчицька стала лауреаткою Державної премії УРСР імені Т. Г. Шевченка. Її твори з незмінним успіхом експонувалися в багатьох містах світу.
2013 Національний музей у Львові імені Шептицького видав повний альбом-каталог творів Кульчицької, до якого ввійшли 347 репродукцій графіки, малярства та ужиткового мистецтва.
Олена Кульчицька — авторка спогадів «Хронологія творчості».

## Громадянська позиція
Після другої радянської окупації не поїхала на еміграцію, а навпаки — активно допомагала родинам, які зазнали арештів та заслання. Зверталася до різноманітних радянських установ із проханням про звільнення багатьох діячів української культури, зокрема, мистецтвознавця та діячки ОУН Віри Свєнціцької.
1955 року Кульчицька розгорнула цілу кампанію на захист від закриття Львівського художнього училища — вже після звільнення України від СССР цей заклад виріс у Львівський державний коледж декоративного та ужиткового мистецтва імені Івана Труша.

## Пам'ять
У середмісті Тернополя є вулиця Олени Кульчицької. Також вулиця Олени Кульчицької є у місті Львові.